# أنجيربيرغ
أنجيربيرغ (بالألمانية: Angerberg) هي بلدية في منطقة كوفشتاين في النمسا.